# Godros
A Godros (más néven Hropa, ukránul: Гропа) hegy a Kárpátokban. 1758 méteres magasságával az Északkeleti-Kárpátokhoz tartozó Máramarosi-Verhovina (vagy Belső-Gorgánok) egyik legmagasabb csúcsa. A Barátka gerincén tőle északnyugatra emelkedik a Durna (1705 m) és a Pántor (1213 m), keletre pedig a legmagasabb Barátka (1788 m) és Fekete-ág (1719 m). Ukrajnában, az Kárpátalja és az Ivano-frankivszki terület határán található.

## Történelem
A vízválasztó gerinc, melyen a hegy található, a történelmi Magyar Királyság határát is hordozta.